# John Mulaney
John Mulaney, född 26 augusti 1982 i Chicago, Illinois, är en amerikansk komiker, skådespelare, manusförfattare och filmproducent.
John Mulaney växte upp i Chicago och han fascinerades tidigt av komedier via gamla repriser på TV. Han var medlem i en liten barnteatergrupp, Rugrats, och blev erbjuden att provfilma för Ensam hemma, men fick inte för sina föräldrar.
Han studerade engelska som huvudämne, samt teologi, på Georgetown University, där han engagerade sig i universitets studentspex, Georgetown Players Improv Troupe. Efter avklarade studier 2004 flyttade han till New York, och fick först arbete på Comedy Central och sedan från 2008 sex år som författare på Saturday Night Live.
Han fick spela in sin första stand-up special på Comedy Central 2009, under formatet Comedy Central Presents. År 2014 gjorde han TV-serien Mulaney för Fox, men den lades ned snart efter pilotavsnittet.

## Filmografi (i urval)
- 2014 – Mulaney (TV-Serie)
- 2017 – Big Mouth (TV-Serie) (röst till Andrew)
- 2018 – Spider-Man: Into the Spider-Verse (röst till Peter Porker / Spider-Ham)
- 2019 – John Mulaney och matsäcksgänget

## Filmade stand-up shower
- 2009 – Comedy Central Presents: John Mulaney, Comedy Central.
- 2012 – John Mulaney: New in Town, Netflix.
- 2015 – John Mulaney: The Comeback Kid, Netflix.
- 2018 – John Mulaney: Kid Gorgeous at Radio City, Netflix.